# نرخ توان
در مهندسی برق و مهندسی مکانیک نرخ توان (انگلیسی: Power rating) یا توان قابل‌درسترس به بیشترین توان مجاز گفته می‌شود که دستگاه می‌تواند در ورودی دریافت کند. با توجه به رشته خاص، اصطلاح توان ممکن است به توان الکتریکی یا مکانیکی اشاره داشته باشد. نرخ توان همچنین می‌تواند شامل توان متوسط و حداکثر باشد که بسته به نوع تجهیزات و کاربرد آن ممکن است متفاوت باشد.